# 费拉贝斯
费拉贝斯（法語：Faye-l'Abbesse，法語發音：[fɛ labɛs]）是法国德塞夫勒省的一个市镇，属于布雷叙尔区。

## 地理
费拉贝斯（46°49'49"N, 0°21'14"W）面积23.27 平方千米，位于法国新阿基坦大区德塞夫勒省，该省份为法国西部内陆省份，北起曼恩-卢瓦尔省，西接旺代省，南至夏朗德省和滨海夏朗德省，东临维埃纳省。
与费拉贝斯接壤的市镇（或旧市镇、城区）包括：布赛、布雷敘爾、希謝、热村、格莱奈、皮埃尔菲特。

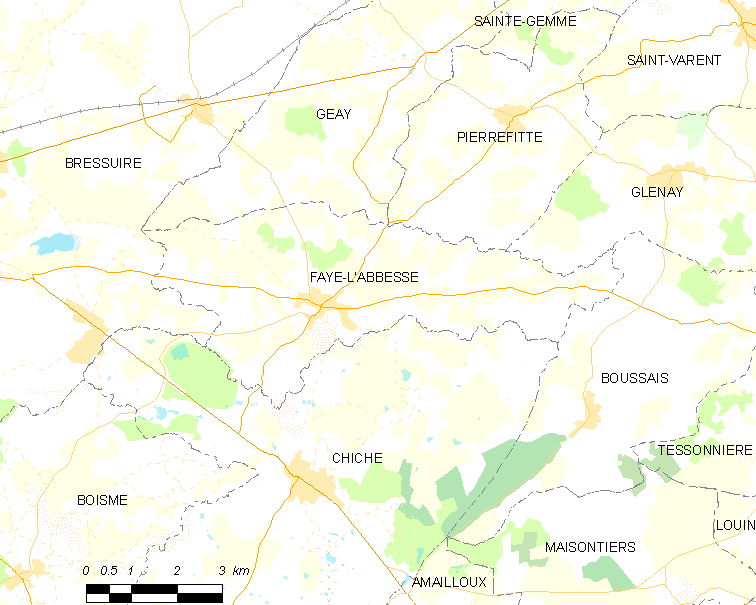
费拉贝斯的OSM定位图

费拉贝斯的时区为UTC+01:00、UTC+02:00（夏令时）。

## 行政
费拉贝斯的邮政编码为79350，INSEE市镇编码为79116。

## 政治
费拉贝斯所属的省级选区为布雷叙尔县。

## 人口

1962-2008年间费拉贝斯人口变化图示

费拉贝斯于2022年1月1日时的人口数量为1126人。